# 張見陞
張見陞為中國清朝武官官員，本籍廣東。行伍出身的張見陞於1800年（嘉慶5年）奉旨接替鄒經，於台灣地區擔任台灣水師協副將。而隸屬台灣鎮之下的此官職是台灣清治時期的這階段，全台灣的海防軍事層級最高武將，其統帥三標水營，數千名水師兵勇。任滿升任福寧總兵。
| 前任： 鄒經 | 台灣水師協副將 1800年上任 | 繼任： 詹勝 |